# حكومة سامي الصلح الأولى
حكومة سامي الصلح الأولي - تشكلت هذه الحكومة في (يوليو1942م) بقيادة سامي الصلح ، وكانت الحكومة الأولي له، وذلك في
عهد ألفرد النقاش خلال فترة الانتداب الفرنسي وقبل الاستقلال ، وجاءت هذه الحكومة خلفاً لحكومة أحمد الداعوق ، واستمرت إلي (مارس 1943م) لتأتي من بعدها حكومة الدكتور أيوب ثابت.

## حكومات سامي الصلح
تراس سامى الصلح (1890 - 1968م) ثمان (8) حكومات خلال مسيرته ، واحدة في ظل الانتداب الفرنسي ، وسبع (7) حكومات بعد الاستقلال والتي كانت علي النحو التالي:
- حكومة سامي الصلح الثامنة (مارس 1958م إلي سبتمبر1958م)
- حكومة سامي الصلح السابعة ( أعسطس 1957م إلي مارس 1958م)
- حكومة سامي الصلح السادسة (نوفمبر 1956م إلي اعسطس 1957م)
- حكومة سامي الصلح الخامسة (يوليو 1955م إلي سبتمبر 1955م)
- حكومة سامي الصلح الرابعة (سبتمبر 1954م إلي يوليو 1955م)
- حكومة سامي الصلح الثالثة ( فبراير 1952م إلي سبتمبر 1952م )
- حكومة سامي الصلح الثانية (أغسطس 1945م إلي مايو 1946م)
- حكومة سامي الصلح الأولي ( يوليو 1942م إلي مارس 1943م)

## تشكيل حكومة سامي الصلح الأولي.
حكومة سامي الصلح الأولي ، والتي أسماها ممثلي الإحتلال والشعب اللبناني بــ "وزارة الرغيف" ويقول سامي الصلح في ذلك " لم أترك الحكم الإ بعد أن أمنت الإعاشة للمعوزين وقضيت علي يد المحتكرين" ، وقد أمتدت هذه الحكومة من 27 -07 - 1942م إلي 18 -03 - 1943م، تألفت بمرسوم وشكلت علي الوجه التالي:
- سامي الصلح ..... رئيسًا ووزيراً للتموين والأقتصاد والمالية.
- موسى نمور........وزيراً للداخلية.
- حكمت جنبلاط .....وزيراً للصحة
- أحمد الحسيني ..... وزيراً للعدل والزراعة
- فيليب نجيب بولس ...... وزيراً للخارجية والأشغال العامة.
- جورج كفوري..... وزارة التربية.[5]